# Hármashegy
Ne doit pas être confondu avec Hármashatár-hegy.
Le Hármashegy (hongrois : Hármashegy [ˈhaːɾmɒʃhɛɟ]) est un sommet de Hongrie, situé dans le comitat de Baranya, dans le massif du Mecsek (à proximité immédiate du Zengő) et la zone de protection paysagère du Mecsek oriental.